# Anton Sebert
Anton Sebert († 1735 in Arras) war ein französischer Fechtmeister an der Universität Leipzig bis 1733 und erster Fechtmeister der Universität Göttingen in deren Gründungsjahr 1734. Er war zugleich einer der ersten Göttinger Exerzitienmeister.

## Leben und Wirken
Über Seberts Herkunft und sein Leben vor seiner Immatrikulation an der Universität Leipzig ist wenig bekannt. Laut dem Immatrikulationseintrag wurde er am 14. September 1732 immatrikuliert. Dem Eintrag zufolge kam er aus Arras in Frankreich, was zugleich alles ist, was wir von seinem Leben vor seiner Immatrikulation wissen. Eine Studienrichtung war nicht angegeben. Sebert wäre gänzlich unbekannt geblieben, wenn er nicht durch einen Duellvorgang aktenkundig geworden wäre. Die Akte, die Seberts maßgebliche Beteiligung dokumentiert, hat mit 148 Blatt einen ungewöhnlich großen Umfang und wirft auf die Rolle der Fechtmeister in dieser Zeit an der Universität einiges Licht. Sie waren zu dieser Zeit in der Regel auch dort inskribiert und galten damit als Studenten und „akademische Bürger“.
Zunächst sollten seit 1684 in Leipzig gemäß dem Wunsch der Universität angehende Fechtmeister, die der akademischen Gerichtsbarkeit unterstellt werden sollten, mit einer Instruktion versehen und auf die Universität vereidigt werden. Die Universität behauptete 1691, dass die Fechtmeister jedes Duell, das von einem Scholaren durchgeführt werden sollte, mit diesem überlegt wurde und die meisten Duelle durch sie angeordnet gewesen sein sollen. So sollten nach der Forderung der Universität die Fechtmeister unter Kontrolle gehalten und gegebenenfalls von der Universität relegiert werden bzw. Rangeleien mit Handwerkern in der Stadt und Beleidigungen möglichst vermieden werden. Die ersten Fechtmeister wurden auf die Fechtinstruktion des Landesherrn Johann Georg III. von Sachsen (1647–1691) am 12. Januar 1692 vereidigt. Der Erfolg war insgesamt eher mäßig. Auch Sebert dürfte auf diese Fechtinstruktion vereidigt worden sein.
Laut der Akte im Universitätsarchiv Leipzig wurde Anton Sebert im Jahr 1733 für zwei Jahre von der Leipziger Universität relegiert. Sein Gesuch, diese Strafe in eine Geldstrafe umzuwandeln, wurde abgelehnt. Die Akte, in der die Beteiligung Seberts zu erkennen ist, zeugt vom damaligen Renommiergehabe der Fechtmeister. Bei der Auseinandersetzung in Leipzig gab es mehrere Streitpunkte. Zumindest besagte die Akte, dass auch Sebert sein Amt missbrauchte und Studenten zum Duell verleitete. Er hatte jedenfalls den jungen Magister Carl August Ritter dazu verleitet. So lag Sebert mit seinem Berufskollegen Johann Friedrich Schott aus Coburg im Streit. Auch stritten sich Studenten angeblich um ein Pferd.
Auch in Göttingen gibt es seine Akte noch immer. Er verstarb nach kurzer Zeit im Amt. Sebert war 1735 an einer lateinischen Schrift beteiligt, als er unter den Beiträgern mit „Anton Sebert (Göttingen)“ genannt wurde.

## Werke
Selbstständige Werke schrieb Sebert nicht, ist jedoch als Mitautor in folgender lateinischer Schrift nachweisbar:
- [S. R. I. Principes Electores Nulla Lege Imperatoris Adstringi Ad Academiam Condendam] S. R. I. Principes Electores Nvlla Lege Imperatoris Adstringi Ad Academiam Condendam / Ostendent Pvblice D. IIX. Ianvar. MDCCXXXV. Prima Omnivm Dissertatione In Academia Avgvsta Göttingae Habendarvm Praeses Gottlieb Sam. Trever, D. Regis Magnae Britanniae A Consiliis Avlicis Ivr. Pvbl. Polit. Et Moral. Prof. Pvbl. Et Respondens Godofr. Philippvs De Bvlow, Eqves Cellensis. Beteiligte u. a. D. Smidt; Könemann; Antoine [Anton] Sebert; H. H. von der Decken; Hieronymus Klugkist, Lipsiae : Langenheim, 1735. Digitalisat